# Маршнер, Генрих
Ге́нрих А́вгуст Ма́ршнер (нем. Heinrich Marschner; 16 августа 1795, Циттау, Курфюршество Саксония — 14 декабря 1861, Ганновер, Королевство Ганновер) — немецкий композитор и дирижёр, один из видных представителей раннего романтизма.

## Биография
Композиции обучался у И. Г. Шихта в 1811—1816 годах. Сразу после окончания учёбы Маршнер переехал в Братиславу, где написал свои первые оперы. Одну из них — «Генрих IV и д’Обинье» (нем. Heinrich IV und D'Aubigné), поставил Карл Мария фон Вебер в Дрездене (1820).
В 1827—1831 годах был дирижёром в Лейпциге, где в городском театре были впервые поставлены его оперы «Вампир» (1828) и «Храмовник и еврейка» (Der Templer und die Jüdin) (1829), принесшие Маршнеру известность как композитору. В 1831—1859 годах дирижёр в Ганновере, в поздние годы генеральмузикдиректор. В 1833 году в Берлинской государственной опере была впервые поставлена опера Маршнера «Ханс Гейлинг». В 1859 году вышел в отставку и прожил остаток жизни в Ганновере. Среди его ганноверских учеников, в частности, Фердинанд Вреде.

## Творчество
Маршнер был одним из популярнейших композиторов своего времени. В истории немецкой романтической оперы Маршнер считается последователем Вебера и предшественником Вагнера. В своих операх он много использует средневековые фантастические сюжеты, народные сказания и фольклорные мелодии. Так, в своей самой известной опере «Ханс Гейлинг» композитор сочетает бытовые и фантастические сцены. Оперы Маршнера также примечательны психологической трактовкой образов. Из других сочинений композитора популярностью пользовались его песни и хоры для мужских голосов.
Роберт Шуман высоко оценил фортепианные трио Маршнера. Он также написал большое количество камерной музыки, включая семь фортепианных трио, а также мужские хоры без сопровождения, которые были очень популярны в девятнадцатом веке. В то время как оперы Маршнера оказали сильное влияние на Вагнера, его камерной музыкой, песнями и кантатой Klänge aus Osten (1842) восхищался Шуман.

## Сочинения
- Оперы (полный список):

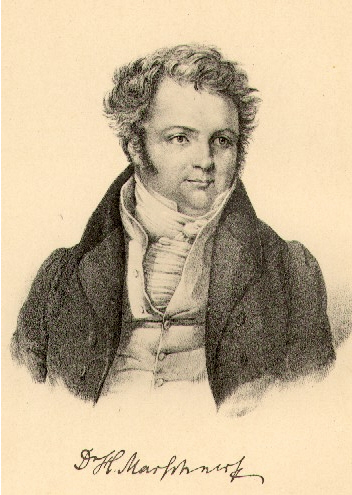
Портрет Генриха Маршнера (1830)

- «Сайдар и Зулима» («Saidar und Zulima», 1818)
- «Генрих IV и д’Обинье» («Heinrich IV und D’Aubigné», 1820)
- «Лукреция» («Lucretia», 1826)
- «Вампир» («Der Vampyr», 1828)
- «Храмовник и еврейка» (Der Templer und die Jüdin, 1829)
- «Невеста сокольничьего» («Des Falkners Braut», 1830)
- «Ханс Гейлинг» («Hans Heiling», 1833)
- «Замок на Этне» («Das Schloss am Ätna», 1836)
- «Бебу» («Der Bäbu», 1838)
- «Король Адольф Нассауский» («Kaiser Adolf von Nassau», 1845)
- «Аустин» («Austin», 1852)
- «Хьярне, король пения» («Der Sangeskönig Hiarne», 1863)

- Зингшпили
- Балет «Гордая крестьянка» (1810)
- 2 увертюры для оркестра
- 7 фортепианных трио
- 2 фортепианных квартета

и др.